# Bâtiment du Sénat et du Synode

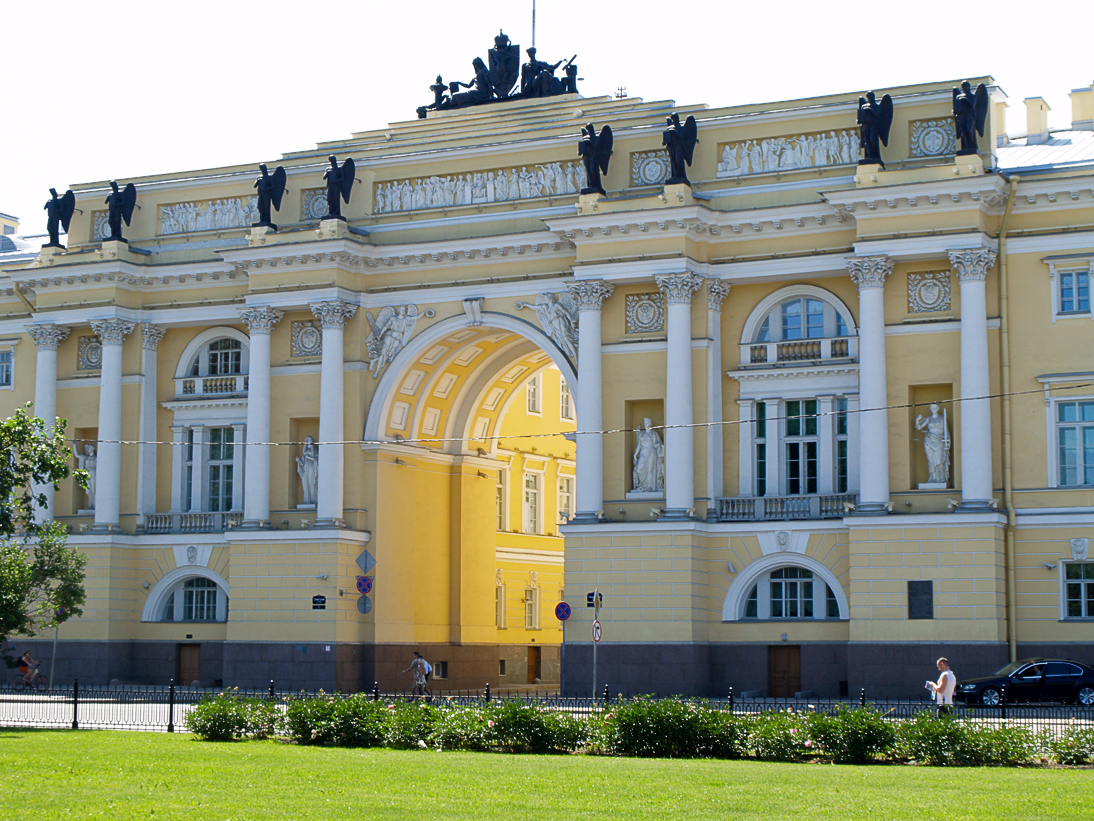
Synode

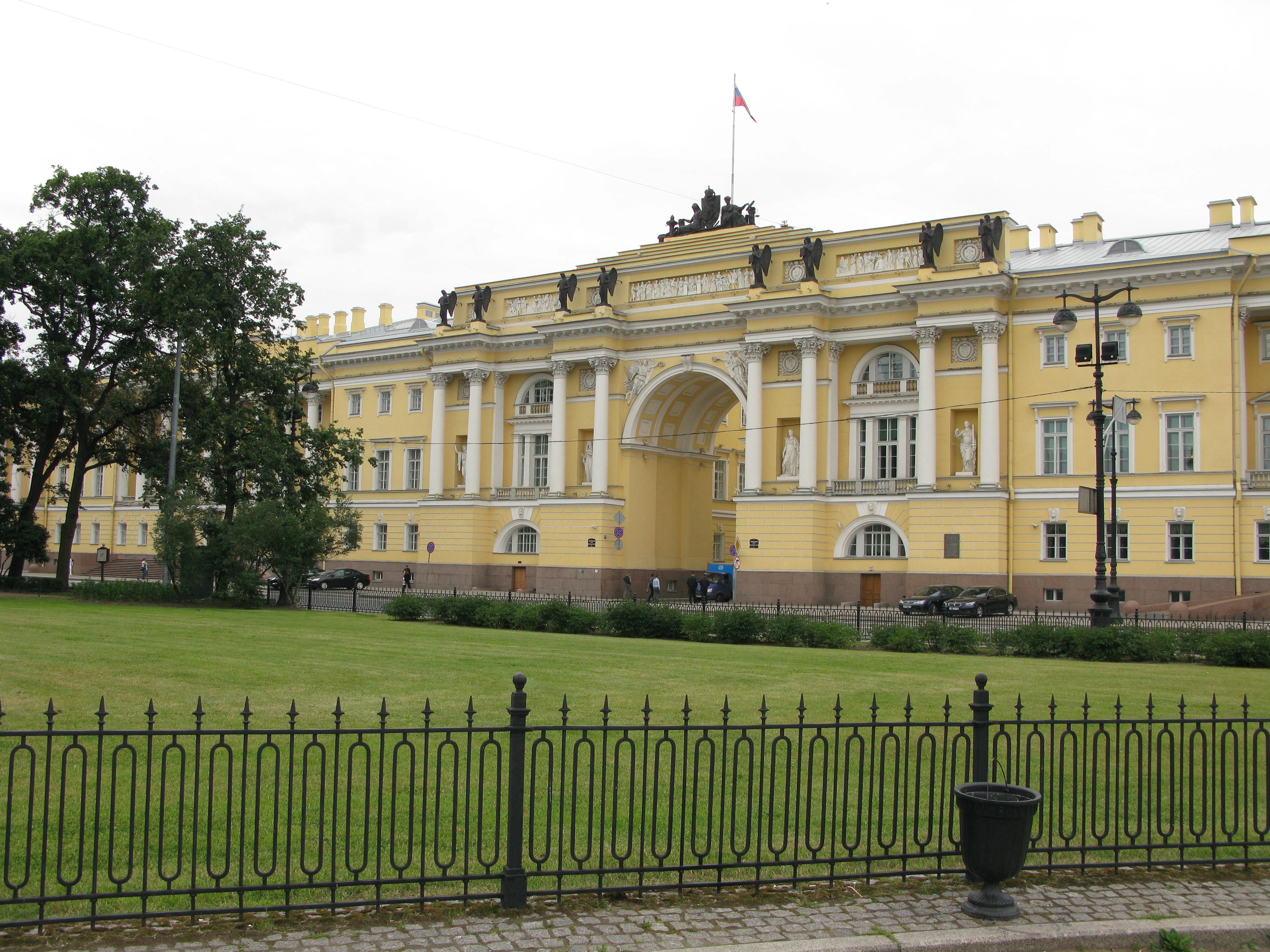
Sénat et Synode

Les bâtiments du Sénat et du Synode (en russe : Здания Сената и Синода) sont des ensembles architecturaux de style classique, situés place du Sénat à Saint-Pétersbourg. Ils ont été érigés dans les années 1829–1834. Un arc de triomphe construit au-dessus de la rue Galernaïa relie les deux parties des bâtiments. Ils sont destinés à l'origine aux deux organes du pouvoir étatique : le Sénat russe et le Synode. C'est le dernier grand projet réalisé par l'architecte Carlo Rossi.
De 1925 à 2006, les locaux du Sénat ont servi aux archives historiques de l'État russe. Dans une aile des bâtiments, depuis mai 2008, est installée la Cour constitutionnelle de la fédération de Russie. Dans une autre aile, depuis mai 2009, se trouve la bibliothèque présidentielle Boris Eltsine.

## Origine du bâtiment
Le Sénat et le Synode se trouvaient à l'origine aux Douze Collèges.
La première construction à l'endroit actuel était une maison en pan de bois de l'illustre prince Alexandre Danilovitch Menchikov. Après sa disgrâce, sa maison sur les quais de la Neva est passée dans le patrimoine du vice-chancelier Andreï Osterman, et en 1744 elle est offerte par Élisabeth Petrovna au chancelier Alexis Bestoujev-Rioumine, pour lequel elle est restaurée mais en style baroque.
En 1763, après l'accession au trône de Catherine II, la maison de Bestoujev-Rioumine entra dans le patrimoine du trésor public et est transformée par l'architecte Alexandre Vist, pour que le Sénat s'y installe. Dans les années 1780—1790, elle est à nouveau transformée et sa façade devient de type classique russe.
Le nom de l'auteur du projet est inconnu. Mais à en juger par les dessins conservés au Musée de l'académie russe des beaux-arts, il s'agit d'une réalisation de l'architecte Ivan Starov. 
À l'emplacement de l'actuel bâtiment du Synode (qui est situé plus loin de la Neva par rapport à celui du Sénat, derrière la rue Galernaïa)), au XVIIIe siècle, se trouvait la maison du marchand Koussovnikov.

## Histoire des constructions

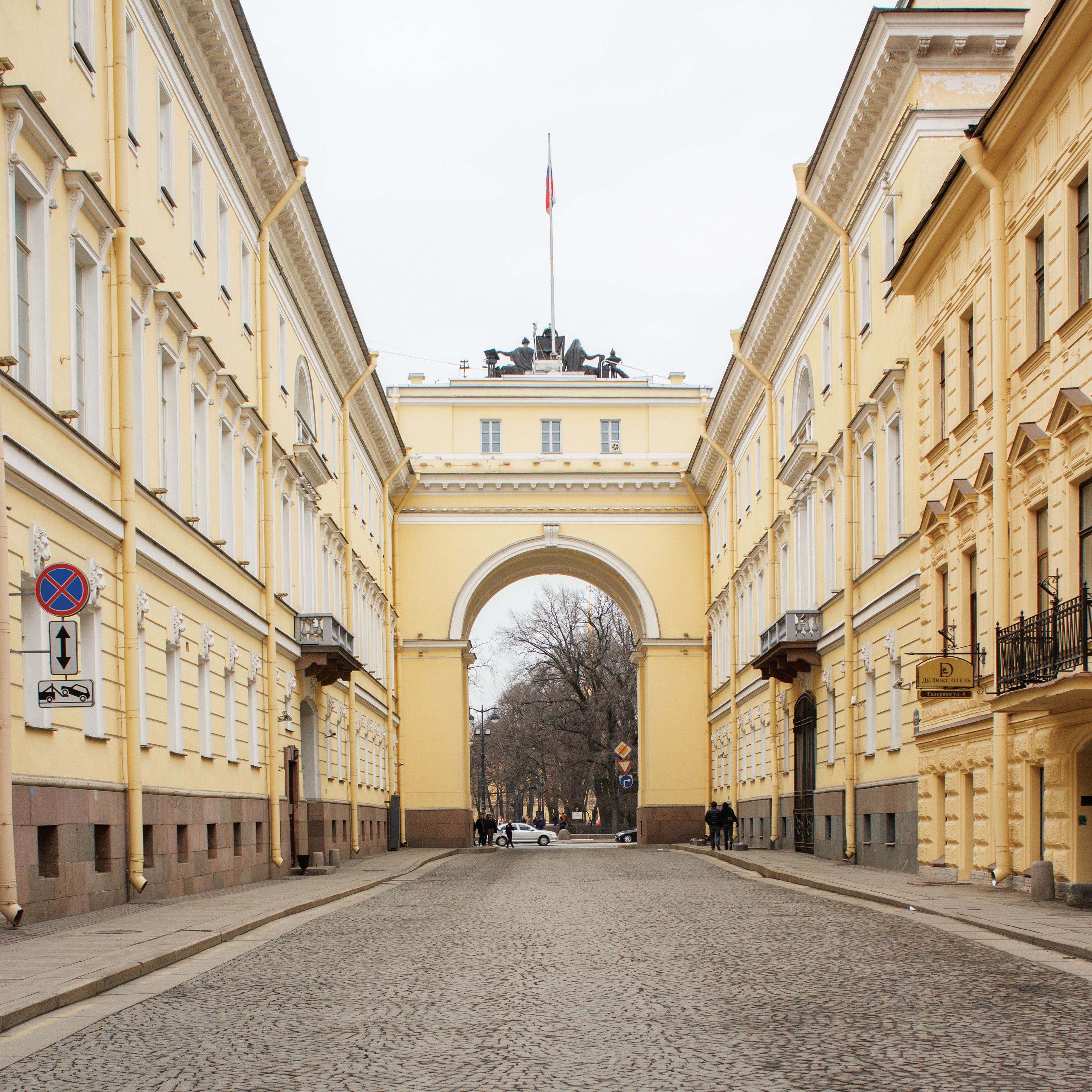
Vue de l'arc du Sénat depuis la rue Galernaïa

Avec la construction de l' Amirauté de Saint-Pétersbourg en 1806-1823, les bâtiments préexistants ne correspondaient plus à l'image générale de la place du Sénat. Il était nécessaire de reconstruire complètement et un concours est organisé pour définir un projet nouveau pour le Sénat et le Synode ,,.
Le 24 août 1829 le projet du Sénat est déposé et en 1830 celui du Synode. La construction s'achève en 1834. La construction est menée sous la direction de l'architecte Alexander Jegorowitsch Staubert (de) suivant le projet de Carlo Rossi.

## Histoire récente et utilisation actuelle
En décembre 2005 l'Assemblée législative de Saint-Pétersbourg propose d'utiliser les bâtiments du Sénat et du Synode pour accueillir les institutions du tribunal suprême ou pour la création d'un musée. Le premier à formuler cette idée est le président du conseil de la fédération Sergueï Mironov lors d'une réunion sur la participation de l'État dans la construction du métro. Le 22 mars 2006 la douma de la fédération de Russie a décidé de déplacer la cour constitutionnelle de Moscou à Saint-Pétersbourg. Le 27 mai 2008 a eu lieu la première session de la cour constitutionnelle dans le bâtiment du Sénat et du Synode.
En mai 2008, le projet de reconstruction de l'ancien bâtiment du Synode pour y installer la Bibliothèque présidentielle Boris Eltsine est promulgué ; dans le cadre de ce projet il est envisagé de créer des locaux pour le patriarche de Moscou et de toutes les Russies avec des chambres et des appartements aux entrées séparées dans la salle de réunion commune pour les réunions des représentants des pouvoirs laïcs et spirituels. Le 27 mai 2009, la bibliothèque est ouverte; dans le même bâtiment on trouve le cabinet du patriarche ainsi qu'un espace de réception et un cabinet pour le président de la fédération de Russie. Le même jour, le patriarche Cyrille de Moscou consacre l'église restaurée des Saints Pères des sept conciles œcuméniques et a présidé la session du Saint-Synode de l'Église orthodoxe russe.

Détails de la décoration en stuc
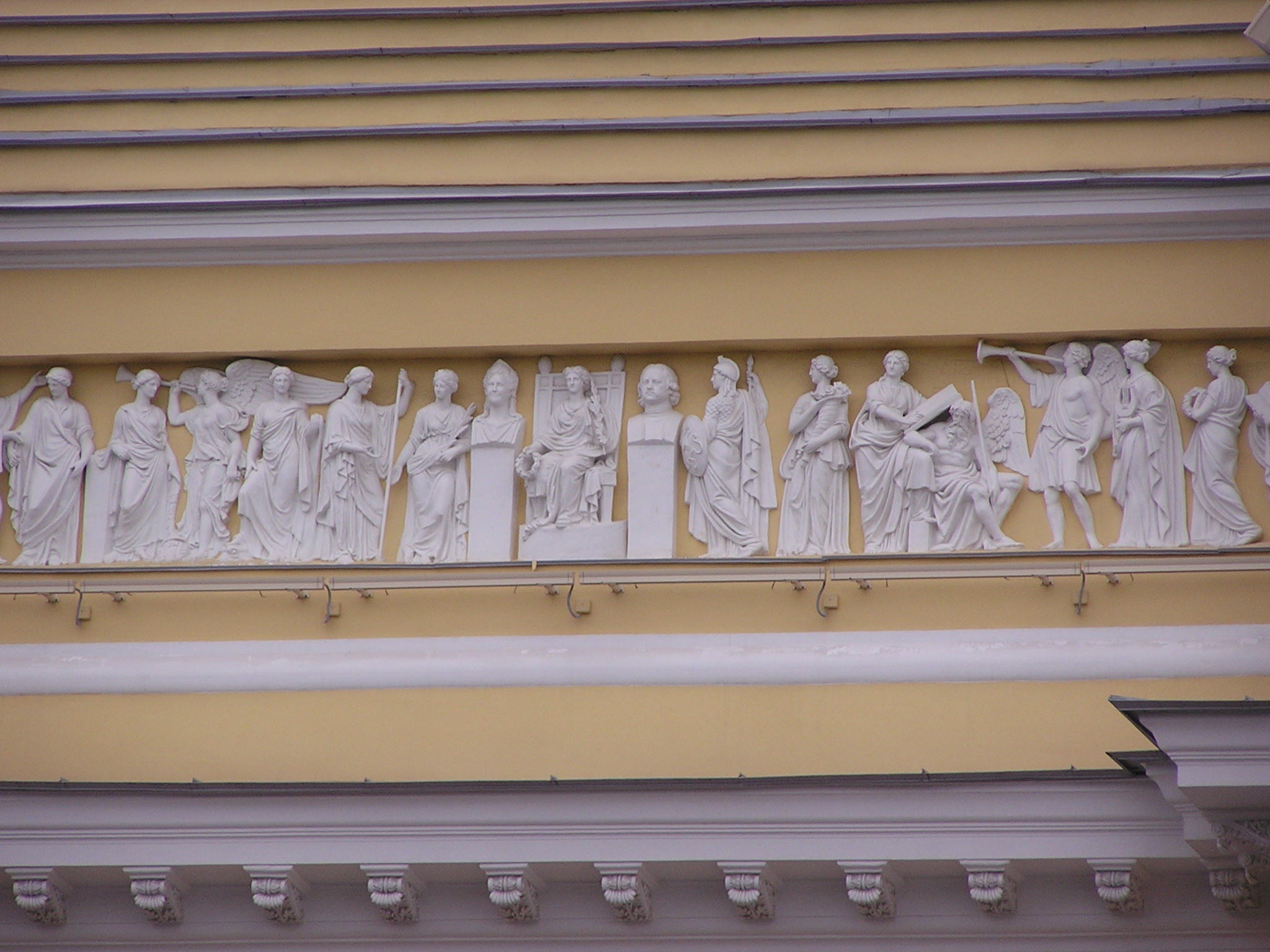
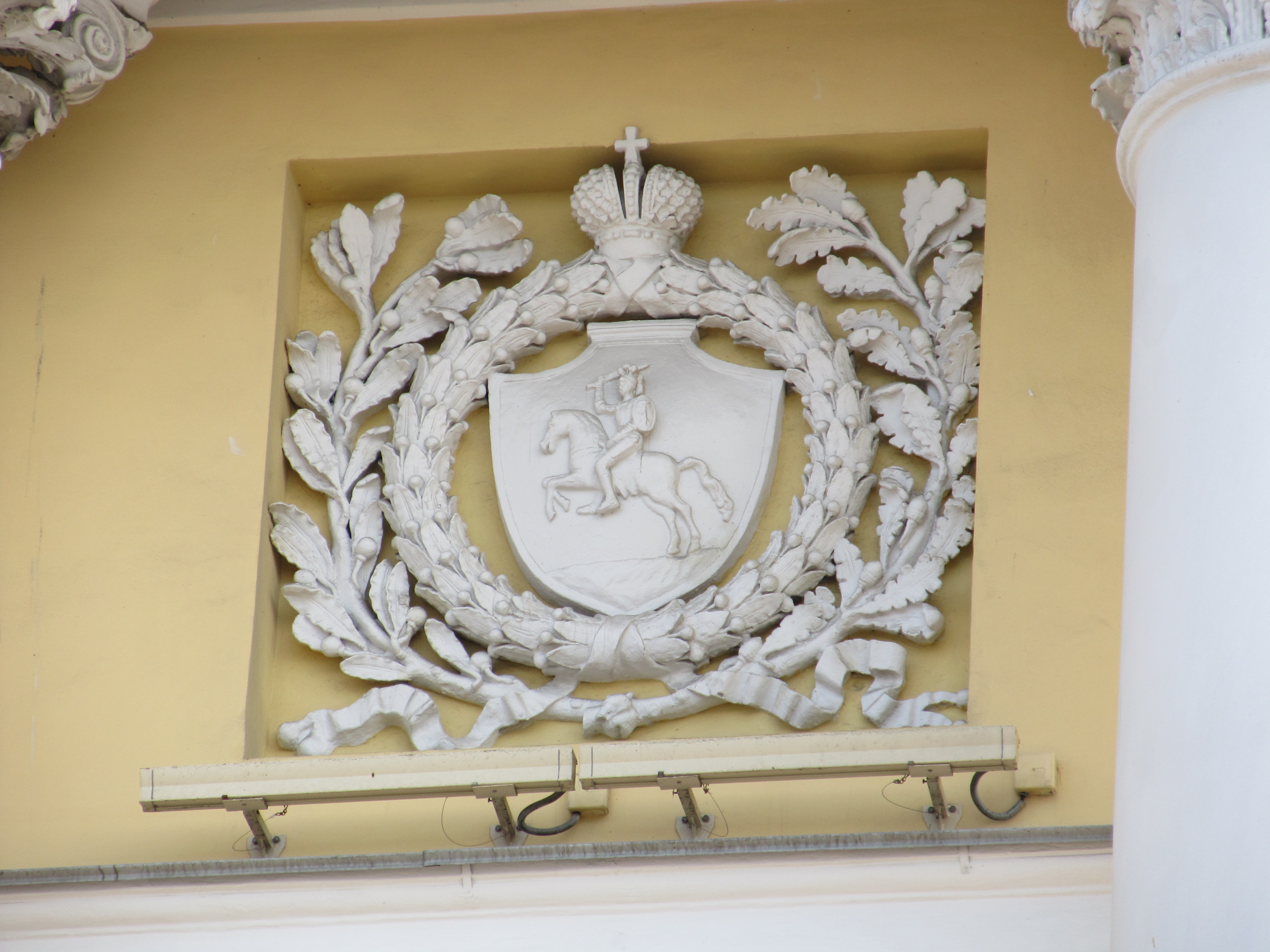
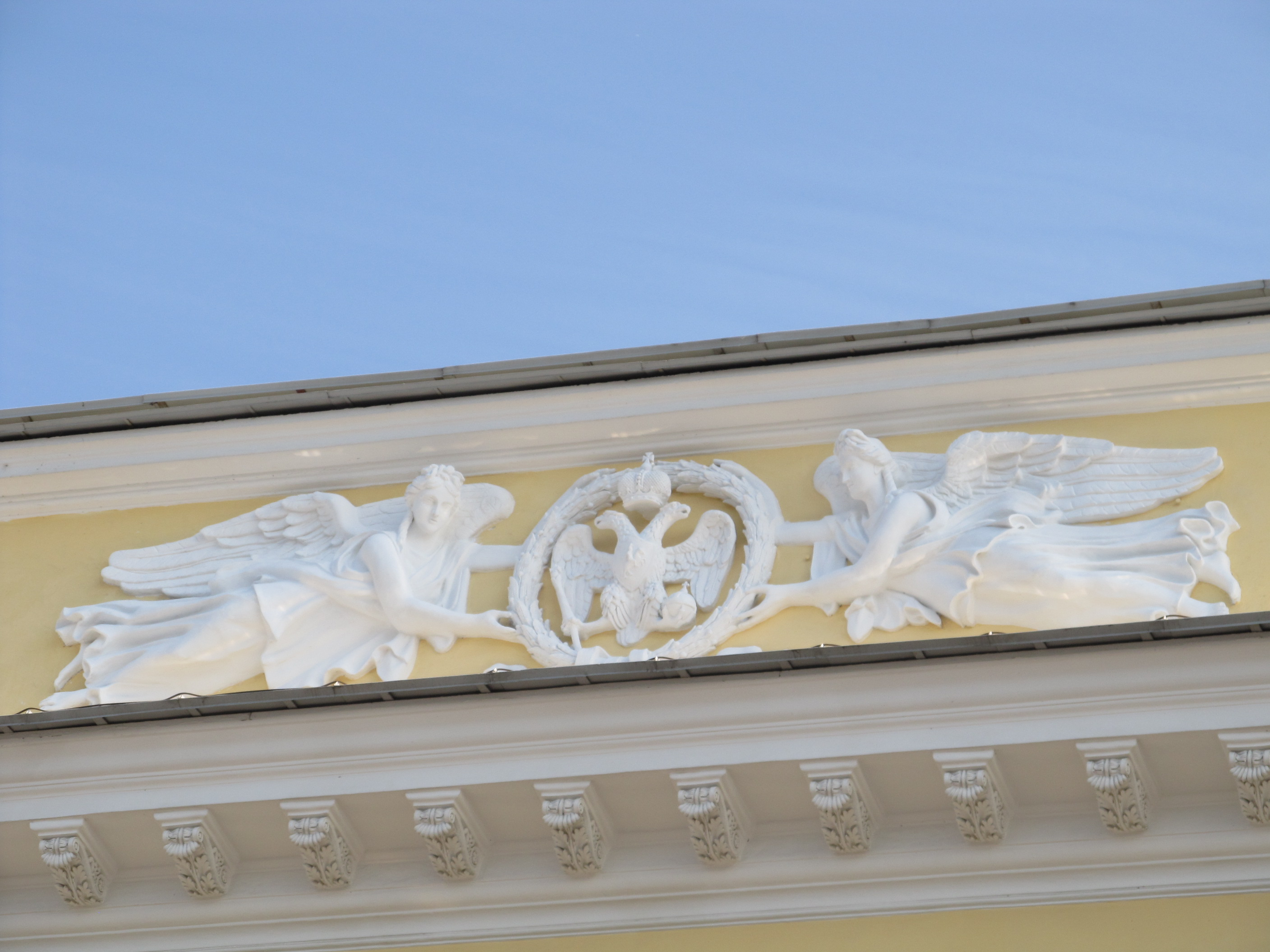
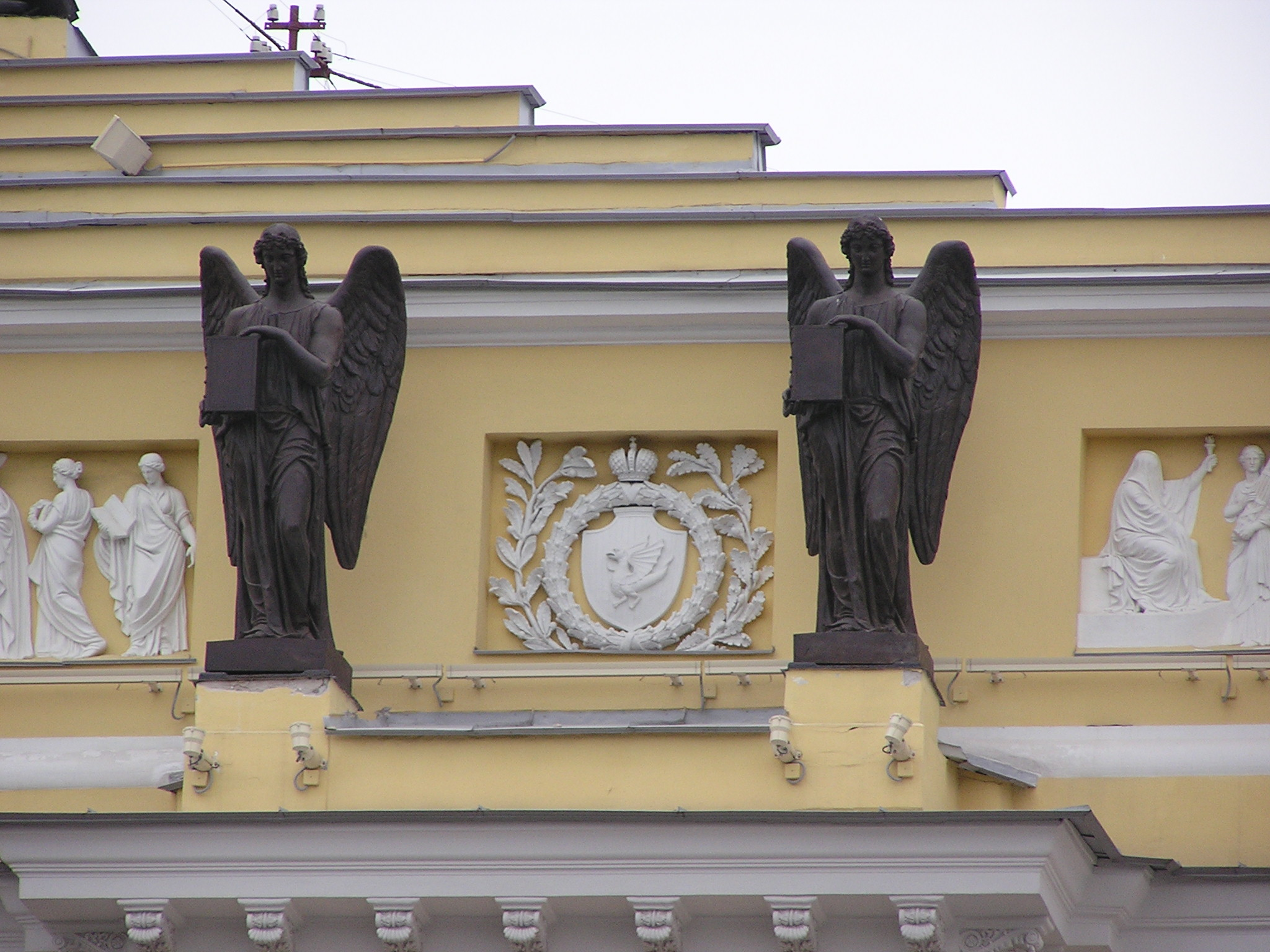